# La Haye (Seine-Maritime)
La Haye [la ɛ] ist eine französische Gemeinde mit 368 Einwohnern (Stand 1. Januar 2022) im Département Seine-Maritime in der Region Normandie (vor 2016 Haute-Normandie). Sie gehört zum Arrondissement Dieppe und ist Teil des Kantons Gournay-en-Bray (bis 2015 Argueil). 

## Geographie
La Haye liegt etwa 38 Kilometer ostnordöstlich von Rouen. Umgeben wird La Haye von den Nachbargemeinden Morville-le-Héron im Norden und Nordwesten, La Feuillie im Norden und Osten, Le Tronquay im Süden sowie Croisy-sur-Andelle im Westen und Südwesten.
Durch die Gemeinde führt die Route nationale 31.

## Bevölkerungsentwicklung
| Jahr                      | 1962 | 1968 | 1975 | 1982 | 1990 | 1999 | 2006 | 2013 |
| Einwohner                 | 246  | 213  | 204  | 222  | 218  | 263  | 250  | 346  |
| Quelle: Cassini und INSEE |      |      |      |      |      |      |      |      |

## Sehenswürdigkeiten

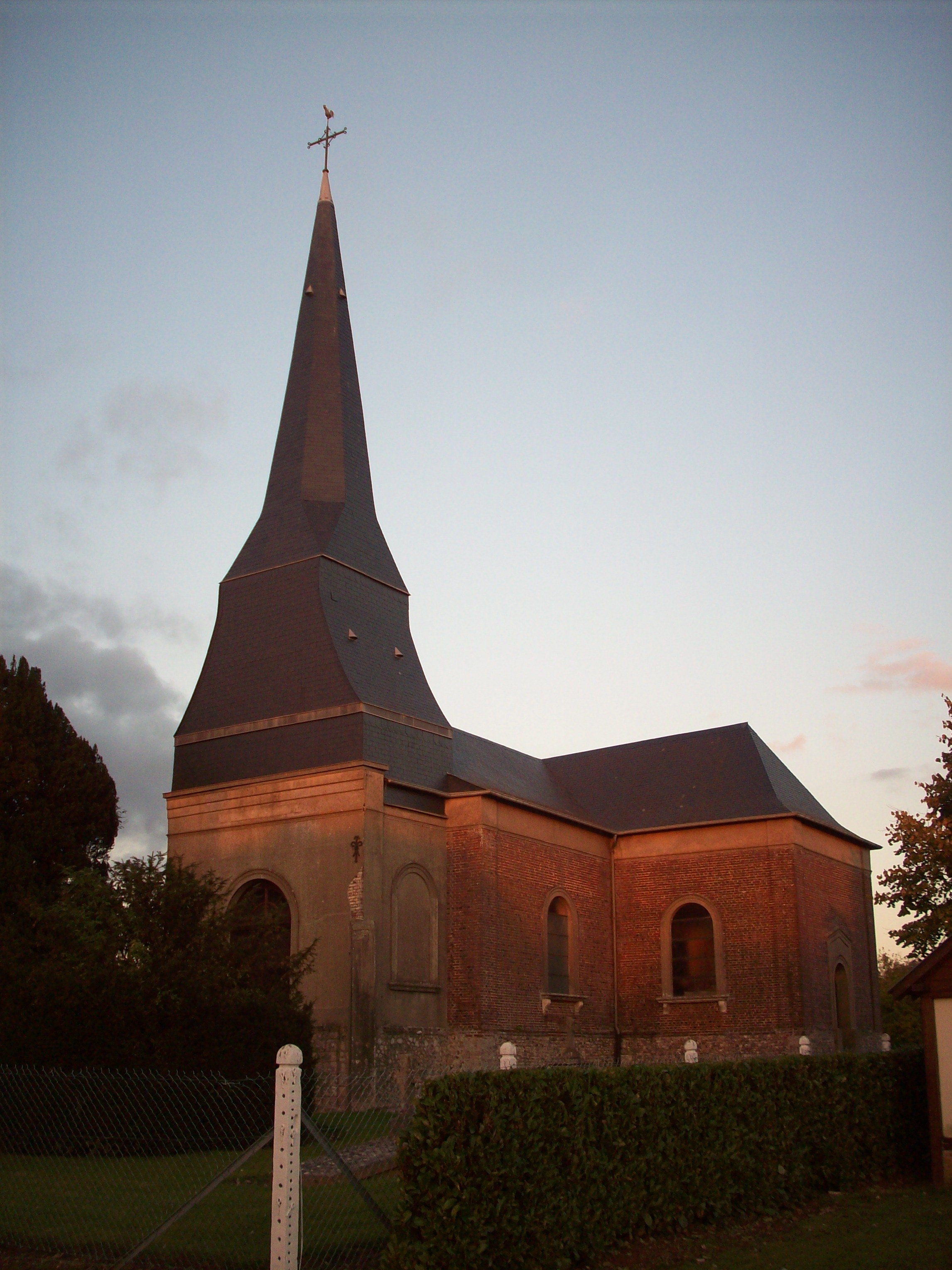
Kirche Saint-Pierre-Saint-Paul

- Kirche Saint-Pierre-et-Saint-Paul aus dem Jahre 1848